# North Cove, England
North Cove är en ort och en civil parish i Storbritannien.   Den ligger i grevskapet Suffolk och riksdelen England, i den sydöstra delen av landet, 160 km nordost om huvudstaden London.